# Frank Pfütze
Frank Pfütze (* 15. Januar 1959 in Rostock; † 20. Januar 1991 in Berlin) war ein Schwimmer aus der Deutschen Demokratischen Republik.

## Werdegang
Pfütze war der Sohn von Peter Pfütze und dessen Ehefrau, die beide hauptamtliche Mitarbeiter des MfS waren.
Er wurde bei den Europameisterschaften 1974 in Wien mit einer neuen Europarekordzeit Europameister über 1500 Meter Freistil, ein Jahr später konnte er bei den Weltmeisterschaften in Cali die Bronzemedaille über 400 Meter Freistil gewinnen. In diesem Jahr verbesserte er in Berlin auch den Europarekord über 400 Meter Freistil.
Zu seiner Zeit waren die Freistil-Langstrecken sehr umkämpft, und es kamen bis zu fünf Schwimmer für die Titel bei Weltmeisterschaften oder Olympischen Spielen in Frage. Bei den Olympischen Spielen 1976 in Montreal wurde er mit der 4 × 200-m-Freistilstaffel der DDR noch Fünfter, ehe er vier Jahre später, bei den Olympischen Spielen 1980 in Moskau die Silbermedaille über diese Distanz gewann. Im selben Jahr wurde er mit dem Vaterländischen Verdienstorden in Bronze ausgezeichnet.
Frank Pfütze starb im Jahre 1991 an Herzinsuffizienz. Er hinterließ eine Frau und einen dreijährigen Sohn.
Es wurde gemutmaßt, dass die Verabreichung von leistungssteigernden Substanzen während seiner aktiven Zeit als Leistungssportler der Grund für den frühen Tod Frank Pfützes seien. Als Auslöser für das Herzversagen Frank Pfützes gilt ein Blutgerinnsel, das sein für einen Leistungssportler zu kleines Herz zum Stehen brachte.